# 四千頭身のオールナイトニッポン0(ZERO)
『四千頭身のオールナイトニッポン0(ZERO)』（よんせんとうしんのオールナイトニッポンゼロ）は、お笑いトリオ・四千頭身（都築拓紀、後藤拓実、石橋遼大）がパーソナリティを務めるニッポン放送で放送されていたラジオ番組。

## 概要
2018年1月から催された『オールナイトニッポンNEXT50オーディション』に応募したお笑いトリオの四千頭身が、金曜日の3時から4時にパーソナリティを担当すると、2018年3月23日に発表された。
起用理由について、ニッポン放送では「三者三様に持つ雰囲気と、それらが合わさって出来上がる独特の空気感。舞台上だけでなく、面接の時ですら感じられる異質さに将来性を感じ、起用を決めました。21歳でのパーソナリティ抜擢はANN50年の歴史でも芸人としては最年少(しかし、実際には、伊集院光の20歳での抜擢が最年少)。
事務所の先輩ネプチューン以来のトリオ芸人のオールナイトニッポンに期待します。」と説明している。
2019年3月29日放送の最終回にて、岡村隆史（ナインティナイン）がゲストで乱入という形で出演した。
番組内で4000年続くラジオと発言していたものの、実際は1年で終了した。
2020年7月15日、同年7月25日に1年4カ月ぶりに一度だけ復活することが発表された。レギュラーコーナーからは「可愛すぎるなぁ！」「ギャン勃起つづチンコbot」を行う予定。

## コーナー
滝
後藤が『滝』の魅力を、お届けするコーナー。リスナーからの滝情報も募集していたが、リスナーが考えた架空の滝を後藤が知ったかぶりしたことが問題視され終了となった。
恋
めちゃくちゃ「恋バナ」がしたい「四千頭身」の３人が、 ただただ「恋バナ」するコーナー。
ギャン勃起つづチンコbot
都築が育てるはずだったアサガオ「ギャン勃起つづチンコ」が言ってそうなフレーズ・一言をリスナーから募集するコーナー。けやき坂46が日向坂46に改名を発表した際には、日向坂が実際に存在し、ニッポン放送から近いこともあり、リスナーからのメールは日向坂から都築によって読まれた。
鼓舞
駆け出しの若手芸人・都築が、売れている人を手当たり次第応援するコーナー。 柏木由紀を執拗に鼓舞していたところ、ドラマの主演が決定、『文化放送最長寿番組のスペシャルパーソナリティー』に抜擢など次々と仕事が決まっていき、アゲちんコーナーなのではないかと思われたが、このコーナーの存在を知ったAKBメンバーからは予々不評だという。「柏木由紀鼓舞・最終回」では本人がTwitterで反応してくれるという、鮮烈な幕引きとなった。
Jazz Bar
童貞なのに、生意気なことばかりやってしまう石橋に 「童貞がやってはいけないこと」を募集し、それらを「童貞」の対極に位置する「Jazz Bar」からお届けしていくコーナー。石橋が童貞を卒業したら自然消滅することが決まっていたが、童貞を卒業していないにもかかわらず終了した。
可愛すぎるなぁ！
「女性の可愛すぎる瞬間」を紹介していく 心弾ける胸キュンコーナー。乃木坂46・齋藤飛鳥は可愛すぎるということで殿堂入り、出禁となったが、なぜか最終回では齋藤飛鳥のメールが読まれた。また、乃木坂46、女優が出禁という回、坂道グループは一通のみという回も存在する。女優の浜辺美波も長らく出禁であったが、番組側からのサプライズでオンエアされた本人からのコメントが可愛すぎるということで出禁解除となった。
後藤花のFlower有楽町
「四千頭身のオールナイトニッポン0」内で放送される、コーナーでもジングルでもない、杉咲花を勝手に応援しているれっきとした番組（の体を取ったパロディコーナー）。過去に都築花、石橋花がパーソナリティを担当したこともある。2019年3月14日の放送では四千頭身・後藤拓実がゲストとして登場した。「四千頭身のオールナイトニッポン0」の終了が発表された際には、続投との発言があり、後の放送では後番組である「King Gnu 井口理のオールナイトニッポン0」の途中で流れるようニッポン放送の編成部と調整中との発言があったものの、「四千頭身のオールナイトニッポン0」の終了とともに最終回を迎えた。

## 放送時間
毎週金曜 3:00 - 4:30（木曜深夜）

## スタッフ
- ディレクター：齋藤修
- 構成：高井均、トゥルーマン翔、オカモトケンタ